# Pavonia orientalis
Pavonia orientalis är en malvaväxtart som beskrevs av A. Krapovickas. Pavonia orientalis ingår i släktet påfågelsmalvor, och familjen malvaväxter. Inga underarter finns listade i Catalogue of Life.